# Niccolò Pandolfini

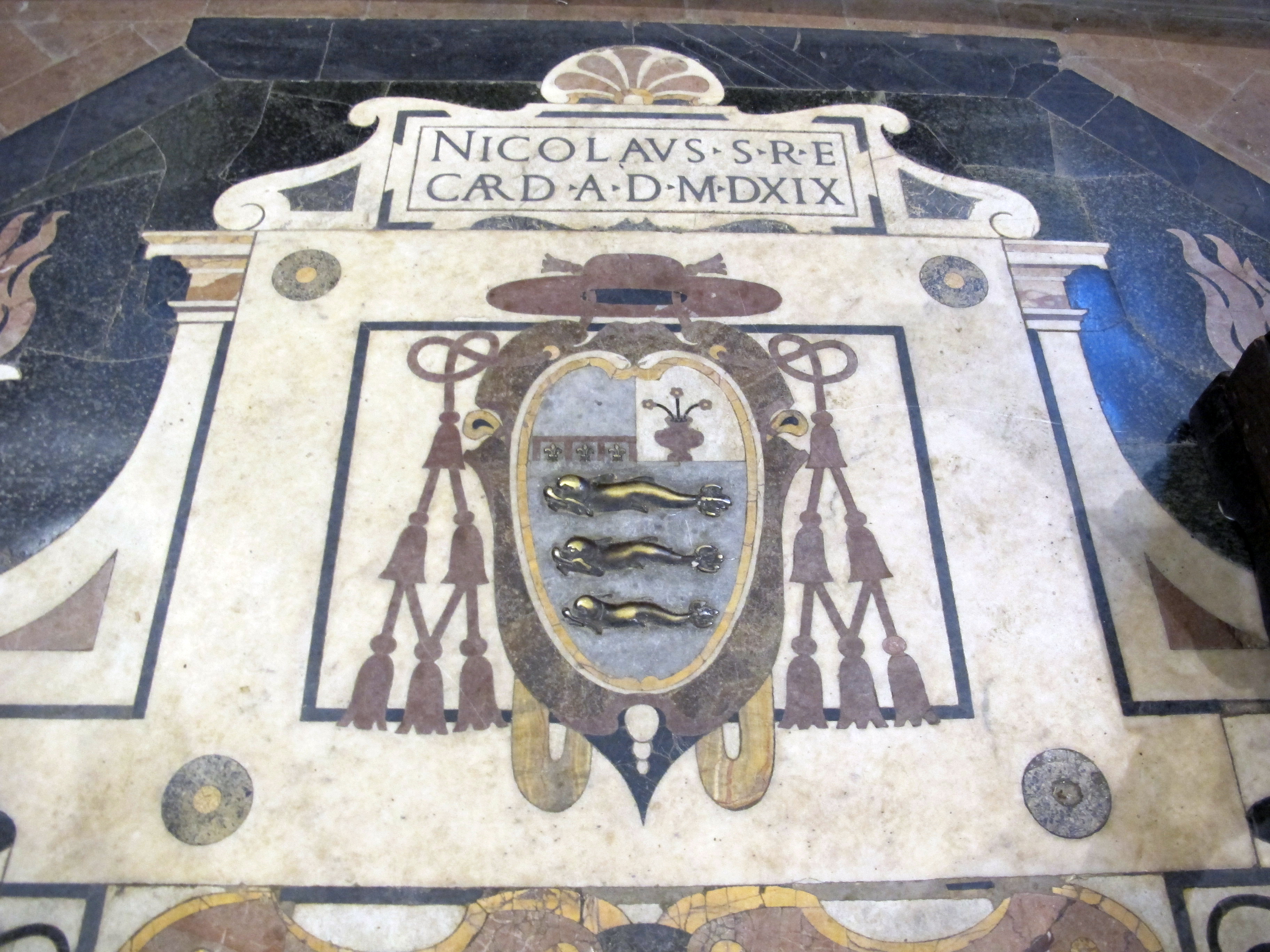
Kardinalswappen von Niccolò Pandolfini

Niccolò Pandolfini (* 1440 in Florenz; † 17. September 1518 in Pistoia) war ein Kardinal der katholischen Kirche.

## Leben
Pandolfini war das älteste von fünf Kindern einer Florentiner Patrizierfamilie und studierte in Bologna. Seit 1461 Domkapitular in Florenz, war er von 1462 bis 1474 Kleriker der Apostolischen Kammer.
Seit dem 23. Dezember 1474 Bischof von Pistoia, hat er wohl kurz nach seiner Ernennung auch die Bischofsweihe empfangen. Papst Sixtus IV. verwandte ihn als Gouverneur in Benevent und Papst Innozenz VIII. verlieh ihm die Abtei San Zenobio di Pisa als Pfründe. Papst Leo X. erhob ihn am 1. Juli 1517 zum Kardinal und machte ihn am 6. Juli 1517 zum Kardinalpriester der Titelkirche San Cesareo in Palatio.